# Victor Luro
Bertrand-Victor-Onésime Luro (17 octobre 1823, Villecomtal-sur-Arros- 1er septembre 1903, Villecomtal-sur-Arros), est un avocat et homme politique français.

## Biographie
Il fit ses études à Auch, son droit à Paris, et prit une part assez active aux événements de 1848, dans les rangs de la démocratie. En 1849, il échoua comme candidat à l'Assemblée législative, bien qu'il eût vivement attaqué le parti socialiste et les doctrines de Louis Blanc. Peu après, il prit la charge de Pascalis comme avocat au conseil d'État et à la cour de Cassation ; ayant eu à défendre les pourvois des condamnés du coup d'État du 2 décembre 1851, il plaida l'incompétence des conseils de guerre. 
Sorti du barreau en 1866, il se retira dans le Gers où il devint conseiller général du canton de Miélan. Élu, le 8 février 1871, représentant du Gers à l'Assemblée nationale, il siégea au centre droit et fit partie du groupe Lavergne. Ces derniers votes le firent inscrire sur la liste des gauches, lors de l'élection des sénateurs inamovibles, et, le 13 décembre 1875, il fut élu sénateur inamovible par l'Assemblée nationale.

## Publications
- Du travail et de l'organisation des industries dans la liberté (1848)
- Marguerite d'Angoulême, reine de Navarre, et la renaissance (1866)